# 마쓰바라 주지
마쓰바라 주지(일본어: 松原忠司, 1835년? ~ 1865년 10월 20일)는 일본 에도 시대 신센구미의 대원이다. 부장 보조, 4번대 조장, 유술 사범 등을 맡았다.
하리마노쿠니 오노 번 번사의 아들로 태어났다. 안세이 연간에 번에서 탈퇴하였고, 이후 오사카에서 세키구치 류 유술(関口流柔術) 도장을 열었다고 전한다. 분큐 3년(1863년) 5월, 신센구미의 전신인 미부로시구미에 입대하였다. 8월 18일 정변 때 민머리에 하얀 띠를 묶고, 큰 나기나타(薙刀)를 든, 무사시보 벤케이와 비슷한 용모를 하고 궁궐 남문 수비를 하여, 이마벤케이(今弁慶)라는 별명을 얻었다. 겐지 원년(1864년) 이케다야 사건에서는 히지카타 도시조의 부대에 속하여(혹은 마쓰바라가 부대를 이끌고) 전공을 세웠고, 막부로부터 포상금 15냥을 하사받았다.
게이오 원년(1865년) 4월, 신센구미 조직 재편으로 4번대 조장 겸 유술사범이 되었다. 그러나 같은 해, 마쓰바라는 어떤 이유로 인하여 할복을 하였으나 미수에 그쳤고, 그 후 평대원으로 격하되었다. 이후 실패한 할복의 상처가 깊어져 병사하였다. 그의 죽음에 대해서는, 그가 신센구미 둔소 근처에 자신이 죽인 낭인의 미망인을 애인으로 두고 있던 것이 히지카타 도시조에게 알려져 엄하게 혼이 난 뒤, 간부로서의 책임을 느끼고 할복하려 했으나 실패한 것이라는 설도 있다. 이 이야기는 둔소였던 야기 저택의 야기 다메사부로가 시노하라 다이노신과 사이토 하지메로부터 들은 것으로, 시모자와 간이 이를 '미부 동반자살(壬生心中)'로 재구성하였으나, 사실 여부는 명확하지 않다.